# Kinesiska askar
Kinesiska askar, (ibland en leksak), består av ett antal askar med samma utseende, men i lite olika storlekar, som passar inuti varandra. Ofta använt i överförd bemärkelse, ibland om litteratur där historien verkar i flera dimensioner.